# Taobei (sockenhuvudort i Kina, Jiangxi Sheng, lat 27,63, long 116,27)
Taobei är en sockenhuvudort i Kina. Den ligger i provinsen Jiangxi, i den sydöstra delen av landet, omkring 120 kilometer söder om provinshuvudstaden Nanchang. Antalet invånare är 14 047. Befolkningen består av 6 899 kvinnor och 7 148 män. Barn under 15 år utgör 22,0 %, vuxna 15-64 år 71 %, och äldre över 65 år 6,0 %.
Runt Taobei är det ganska tätbefolkat, med 111 invånare per kvadratkilometer. Närmaste större samhälle är Fenggang, 11,0 km sydväst om Taobei. I omgivningarna runt Taobei växer i huvudsak blandskog.
Genomsnittlig årsnederbörd är 2 281 millimeter. Den regnigaste månaden är juni, med i genomsnitt 426 mm nederbörd, och den torraste är oktober, med 17 mm nederbörd.